# HD103498
HD103498 — хімічно пекулярна зоря спектрального класу A1, що має видиму зоряну величину в смузі V приблизно  7,0.
Вона  розташована на відстані близько 1025,6 світлових років від Сонця.

## Пекулярний хімічний склад
Зоряна атмосфера HD103498 має підвищений вміст 
Cr
.

## Магнітне поле
Спектр даної зорі вказує на наявність магнітного поля у її зоряній атмосфері.
Напруженість повздовжної компоненти поля оціненої з аналізу
становить  333,0± 138,7 Гаус.